# Oberndorf bei Salzburg
Oberndorf bei Salzburg è un comune austriaco di 5 537 abitanti nel distretto di Salzburg-Umgebung, nel Salisburghese; ha lo status di città (Stadtgemeinde) dal 2001.

## Geografia fisica

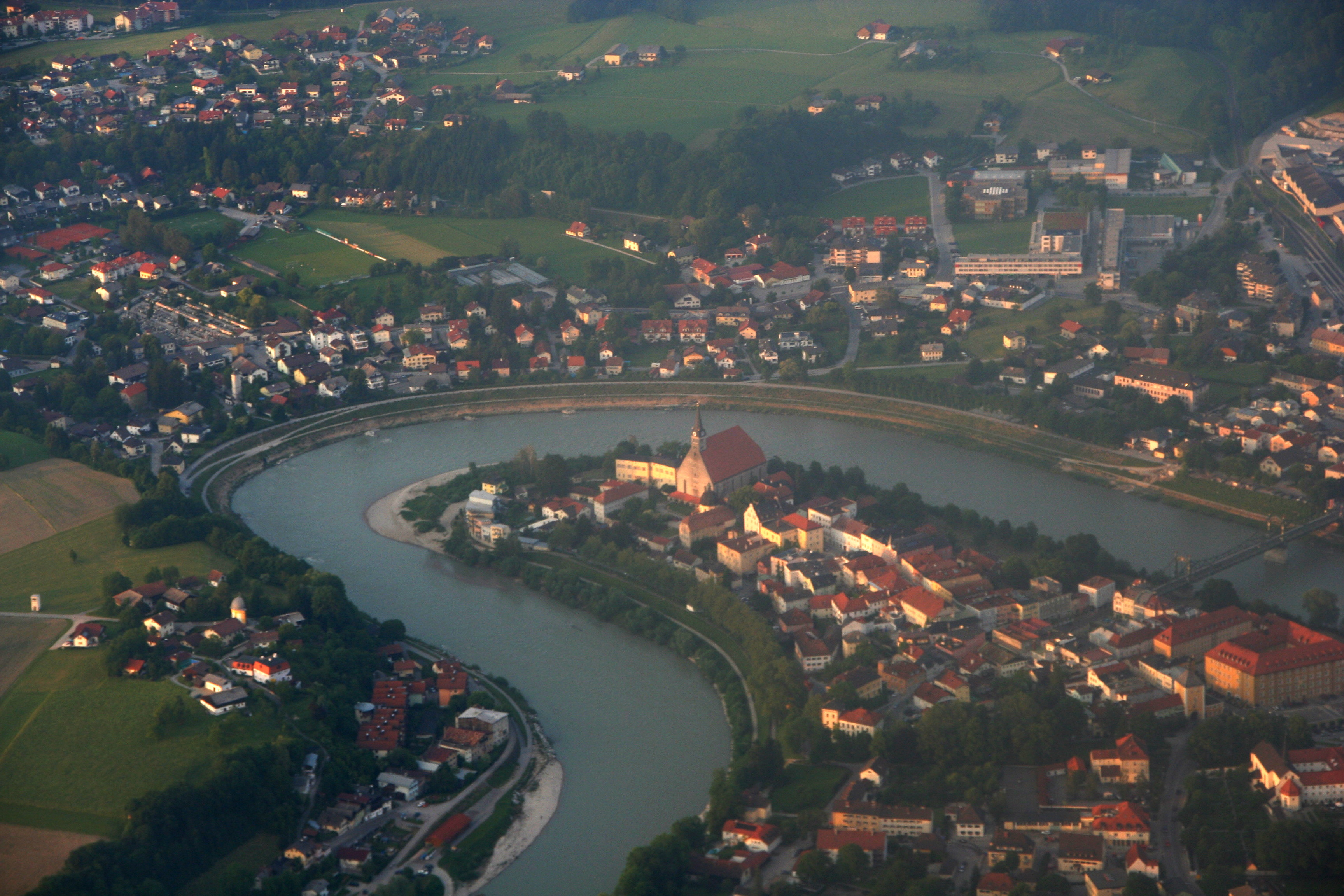
Oberndorf bei Salzburg (in alto) e Laufen (in basso)

Oberndorf bei Salzburg è situata nella parte settentrionale del distretto di Salzburg-Umgebung (o Flachgau), a 401 m s.l.m.; la sua distanza da Salisburgo è di circa 20 chilometri.
La città si trova all'esterno di un'ansa del fiume Salzach, che in quel tratto costituisce il confine di Stato tra l'Austria e la Germania; all'interno dell'ansa sorge Laufen (in Baviera).

## Storia

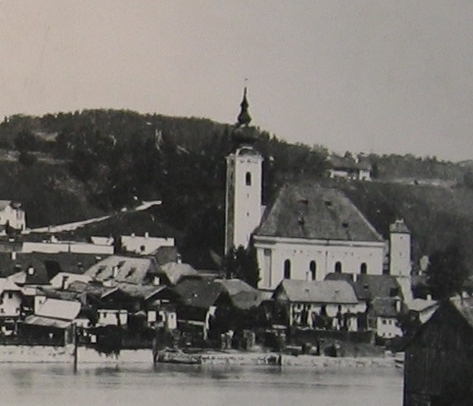
La chiesa parrocchiale di San Nicola, ora demolita

Oberndorf bei Salzburg fu un importante centro per il commercio di sale lungo il Salzach; gli uomini che trasportavano il sale sui loro battelli venivano chiamati Schöffleute.  Per difendere le barche dalle rapine, l'arcivescovo Federico di Walchen nel 1278 fondò la Schiffergarde, che esiste ancora oggi.
Per un lungo periodo la località fu soltanto un sobborgo di Laufen, che era parte dell'arcidiocesi di Salisburgo. Dopo le guerre napoleoniche e il trattato di Monaco (1816), Oberndorf bei Salzburg fu divisa da Laufen: il Granducato di Salisburgo, che era stato istituito dallo stesso Napoleone, in parte fu annesso al Regno di Baviera e in parte all'Impero austriaco.
La città è nota per aver ospitato la prima esecuzione di Astro del Ciel (Stille Nacht), eseguita nella chiesa parrocchiale di San Nicola dal maestro elementare Franz Xaver Gruber e dal prete Joseph Mohr (autori rispettivamente della musica e del testo) durante la notte di Natale del 1818.
Nel 1896-1897 alcune piene del fiume Salzach distrussero buona parte di Oberndorf e la chiesa di San Nicola venne demolita; la nuova chiesa parrocchiale, costruita nel 1906-1907, si trova in un altro luogo della città. Nel 1937 al posto della chiesa di San Nicola venne eretta la cappella dell'Astro del Ciel.

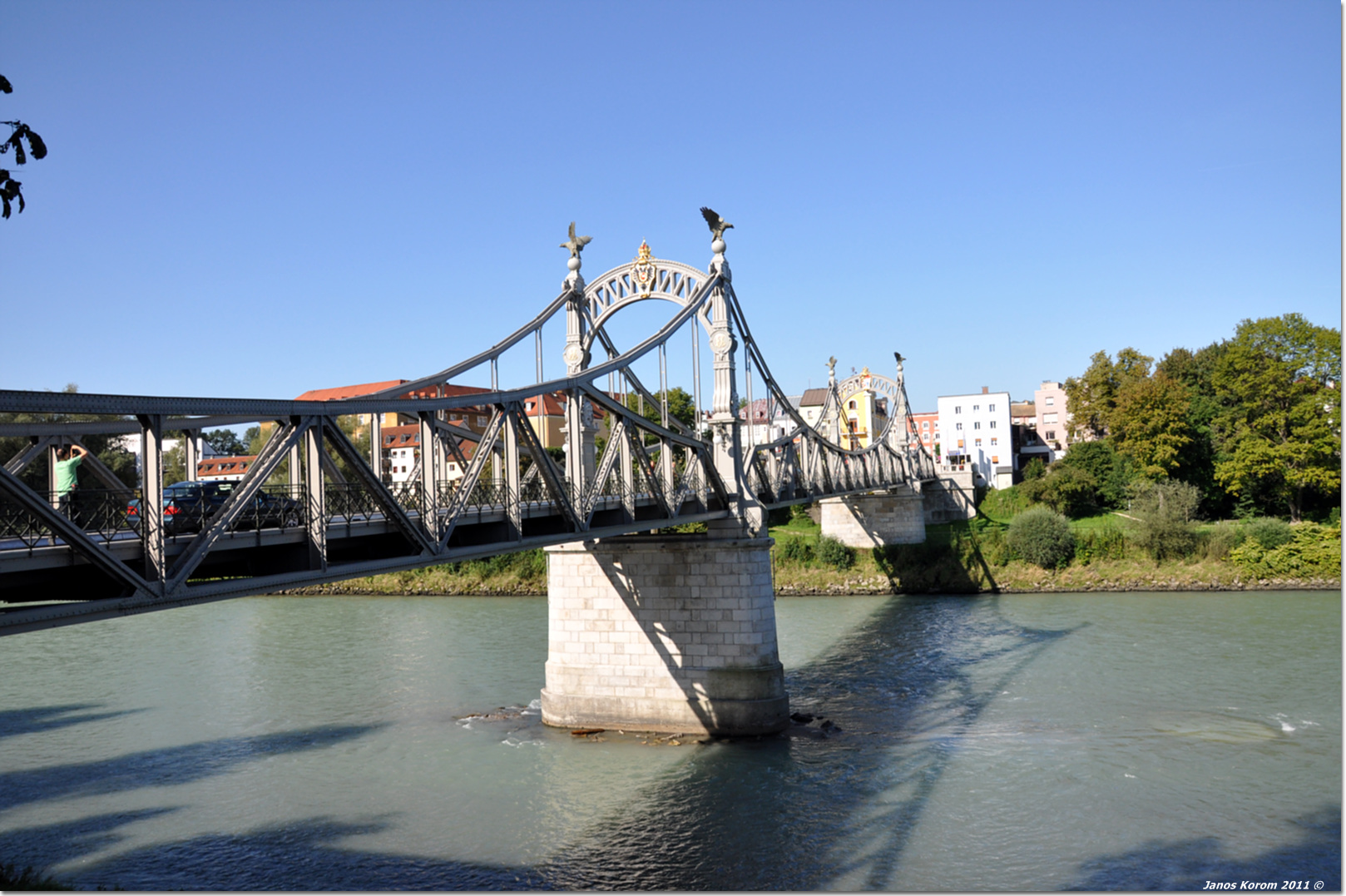
Il ponte sul Salzach tra Oberndorf bei Salzburg e Laufen

Nel 1903 fu costruito il ponte che collega Oberndorf e Laufen. Nel 2002 il livello dell'acqua del Salzach salì a 8,30 metri mettendo a grave rischio d'inondazione la città. Nel 2007 fu costruita una seconda passerella che unisce Oberndorf a Laufen e che ricorda un vecchio ponte, i cui piloni esistono ancora oggi.

### Simboli
Il simbolo di Oberndorf è il castello fluviale che fu costruito nel 1540 per il rifornimento d'acqua.

## Monumenti e luoghi d'interesse

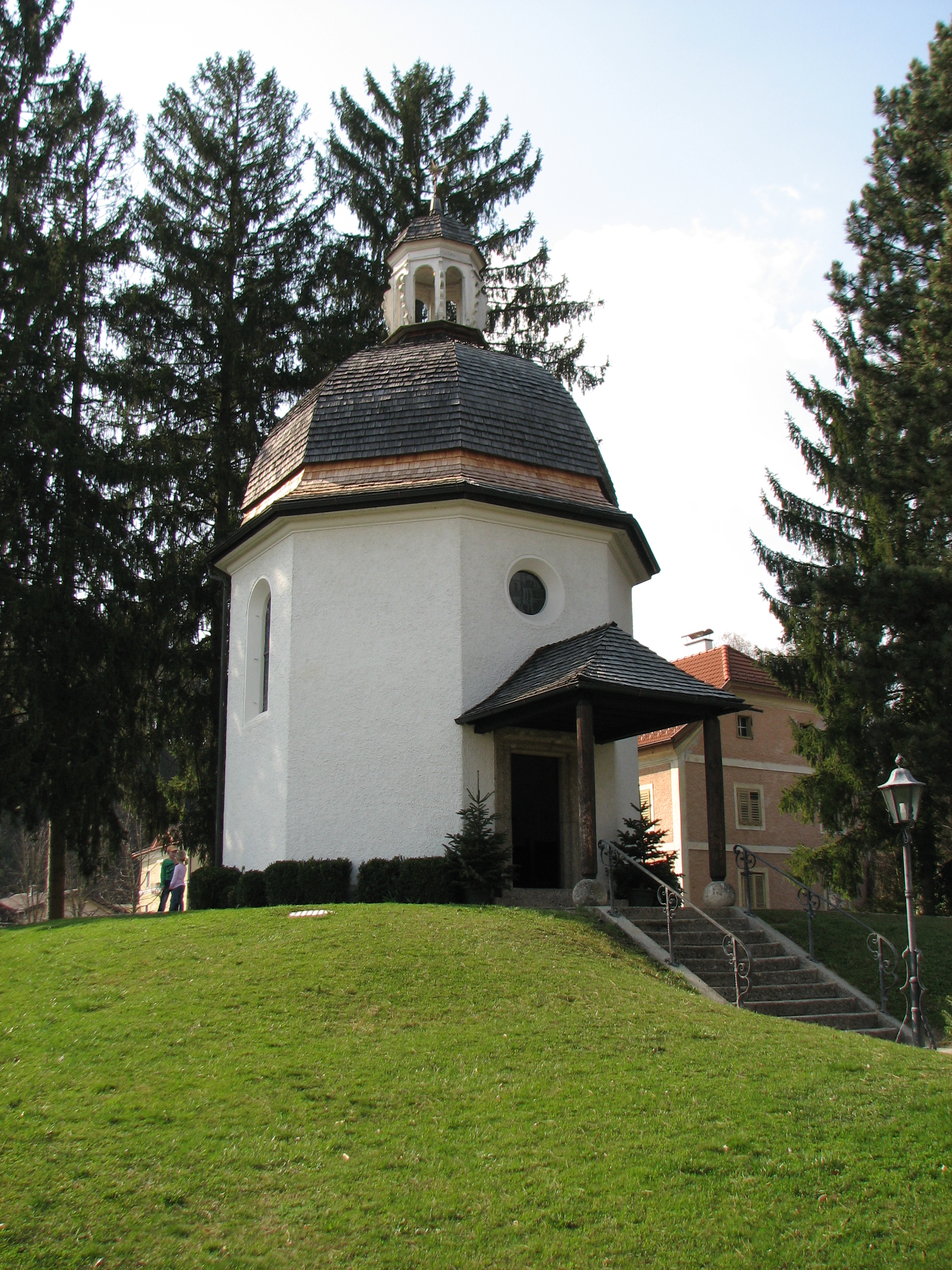
La Stille Nacht Kapelle

- La cappella dell'Astro del Ciel (Stille-Nacht-Kapelle) fu costruita nel 1937 per commemorare la prima esecuzione di Astro del Ciel; accanto alla cappella c'è un museo (Stille Nacht Museum Oberndorf) dove è possibile informarsi sia sulla storia e sulla diffusione della canzone, sia sulla città Oberndorf in generale.

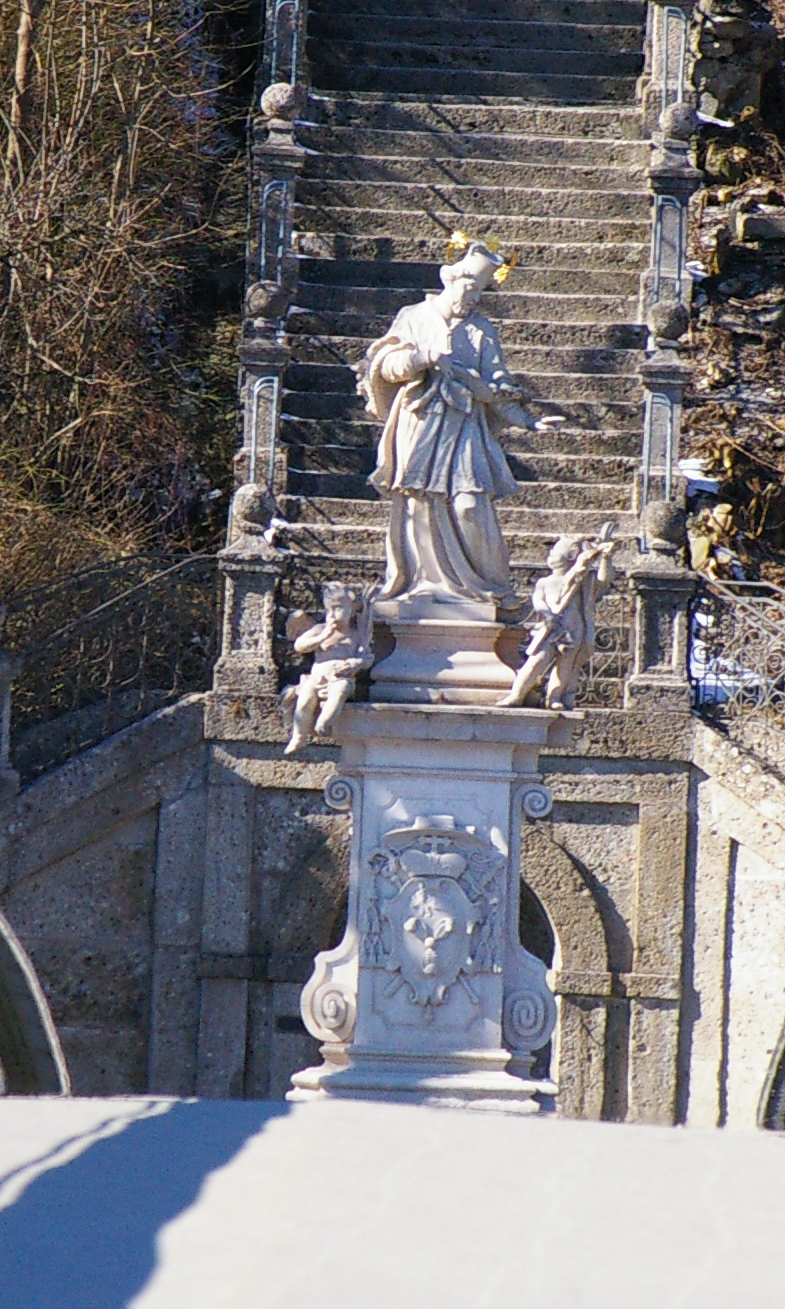
Il monumento a san Giovanni Nepomuceno

- Il monumento a san Giovanni Nepomuceno fu costruito nel 1721 dallo scultore Josef Anton Pfaffinger; dietro la scultura si trovano 139 gradini che conducono al successivo monumento del Calvario e alla via della chiesa di Maria Bühel.

## Cultura

### Eventi
La regata Schifferstechen ricostruisce una competizione fra pirati sul fiume Salzach e commemora il commercio di sale.